# بول تشارلز
بول تشارلز (بالإنجليزية: Paul Charles)‏ (1949 في المملكة المتحدة)؛ وكيل مواهب، مدير مواهب وروائي بريطاني.